# Hémérocalle fauve
Hemerocallis fulva
Espèce
Classification phylogénétique
L’Hémérocalle fauve (Hemerocallis fulva), aussi appelé Lys d’un jour, est une espèce d'Hémérocalle asiatique souvent cultivée pour orner les jardins et les parcs, notamment aux États-Unis. La fleur est comestible chez l'Homme.

## Répartition
Elle se rencontre de l'est du Caucase au Japon en passant par la Chine, l'Himalaya, la Corée et le sud-est de la Russie. On la retrouve aussi de manière subspontanée ou naturalisée au sud du Québec, près des routes et des habitations et en France où elle s'est échappée des jardins.

## Description

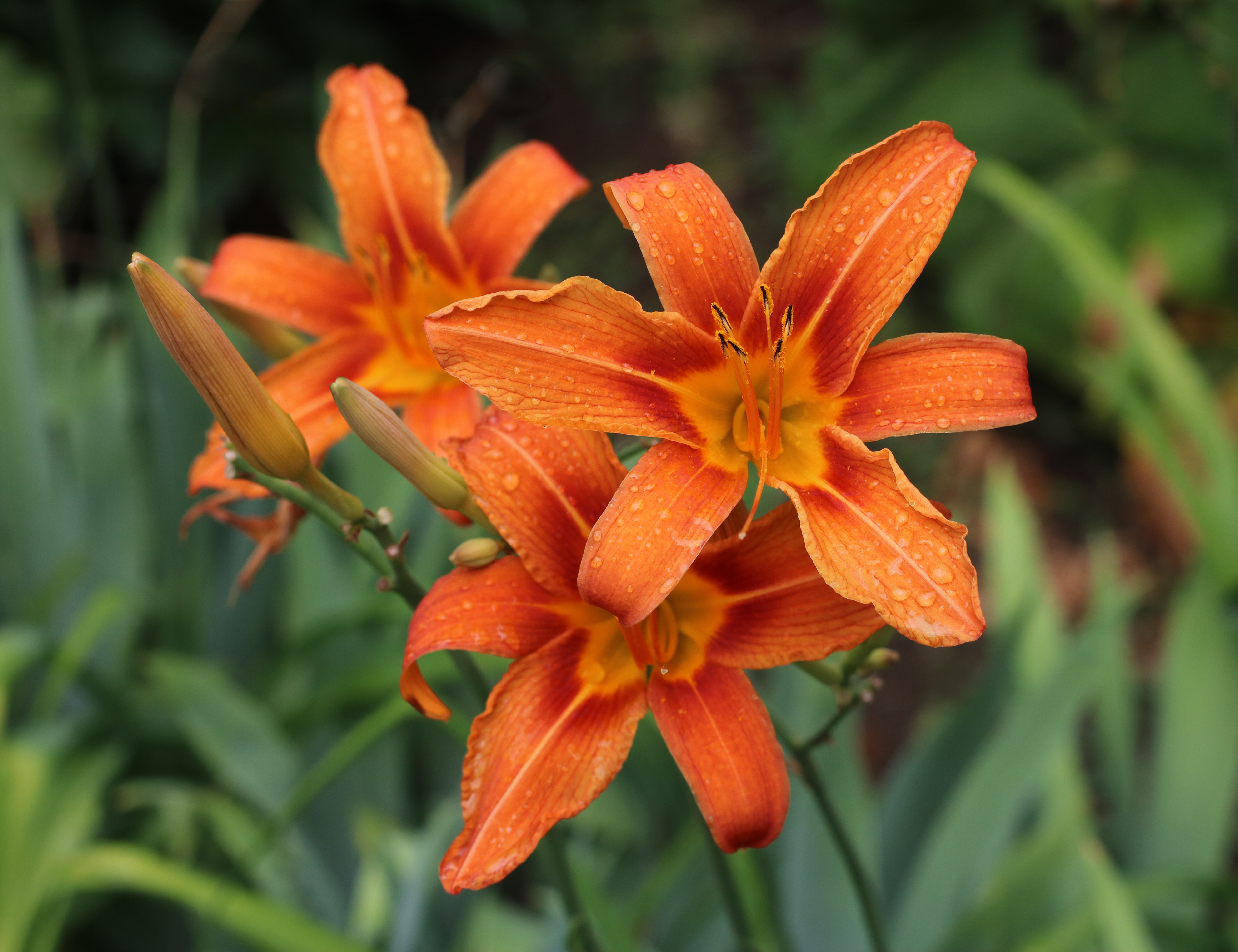
Hémérocalle fauve, après la pluie, en Ukraine. Juin 2018.

C'est une plante vivace de la strate herbacée. Au printemps, des tiges de 40 à 150 cm de long se développent à partir du rhizome charnu souterrain. Les feuilles sont lancéolées, de 50 à 90 cm de long pour 1 à 2,8 cm de large. Les fleurs, de 5 à 12 cm de diamètre, sont de couleur orange-rouge avec une ligne centrale plus pâle. Elles sont organisées en épis de 10 à 20 fleurs s'épanouissant successivement, et visibles dès le début de l'été jusqu'à la fin de l'automne. Cependant, chacune ne perdure qu'un jour. Le fruit est une capsule à 3 valves, de 2 à 2,5 cm de long et de 1,2 à 1,5 cm de large, avec des déchirures s'ouvrant à maturité pour laisser sortir les graines.
Plusieurs cultivars sont connus, notamment la variété 'Kwanzo', chez laquelle les étamines sont transformées en pétales supplémentaires. Cette variété est la seule connue qui soit triploïde et qui ne peut donc pas produire de graines. Elle n'est reproduite que par l'intermédiaire de la multiplication végétative (par stolon et division).
L'espèce Hemerocallis fulva est diploïde comme la presque totalité des espèces d'Hémérocalles l'étaient avant que des hybrides tétraploïdes ne commencent à être obtenus pour leur robustesse vers la fin des années 1990.

## Liste des variétés
- Selon World Checklist of Selected Plant Families (WCSP) (23 sept. 2010)[2] :
  - Hemerocallis fulva var. angustifolia Baker, J. Linn. Soc. (1870)
  - Hemerocallis fulva var. aurantiaca (Baker) M.Hotta (1986)
  - Hemerocallis fulva var. fulva

- selon catalogue Bourdillon
  - Hemerocallis fulva var kwanzo
  - hemerocallis fulva var europa
  - hemerocallis fulva var korean apps
  - hemerocallis fulva var maculata
  - hemerocallis fulva var rosea
  - hemerocallis fulva var pauciflora
  - hemerocallis fulva var hankow

- Selon NCBI (23 sept. 2010)[3] :
  - Hemerocallis fulva var. disticha

## Comestibilité et toxicité
L’hémérocalle fauve est une plante sans danger chez l'Homme, le cheval et le chien. Néanmoins cette plante est toxique chez le chat.

### Dans l'alimentation humaine
Les fleurs crues peuvent être utilisées pour décorer une assiette. Les pétales de la plante sont épais, tendres et croquants. En Asie, les boutons de la fleur, les jeunes tubercules et les jeunes feuilles sont consommés.

### Toxicité chez le chat
L'ingestion d'une partie de la plante, de la fleur à la tige, est hautement toxique pour les reins du chat (néphrotoxique).
Les symptômes apparaissent quelques heures après l'ingestion. Les symptômes peuvent être une léthargie, un manque d'appétit et des vomissements. Sans traitement d'un vétérinaire, l'évolution clinique peut s'aggraver vers une insuffisance rénale,.